# Fisterra
Fisterra (galicijsky, španělsky Finisterre) je obec na západě Španělska a mys (Cabo de Fisterra) u něj ležící. Obec leží v autonomním společenství Galicie a v provincii A Coruña. V obci žije přibližně 4 700 obyvatel.
V minulosti bylo toto místo považováno za „konec světa“, latinsky finis terrae. Nyní je obecně známo jako nejzápadnější místo pevninského Španělska. Ve skutečnosti tímto nejzápadnějším bodem je nejspíše mys Touriñán ležící asi 15 km severněji.[zdroj?]

## Camino de Santiago
Poutníci do Santiaga de Compostela si svoji cestu často prodlužují až k majáku na jižním cípu tohoto mysu (galicijsky Faro de Fisterra).

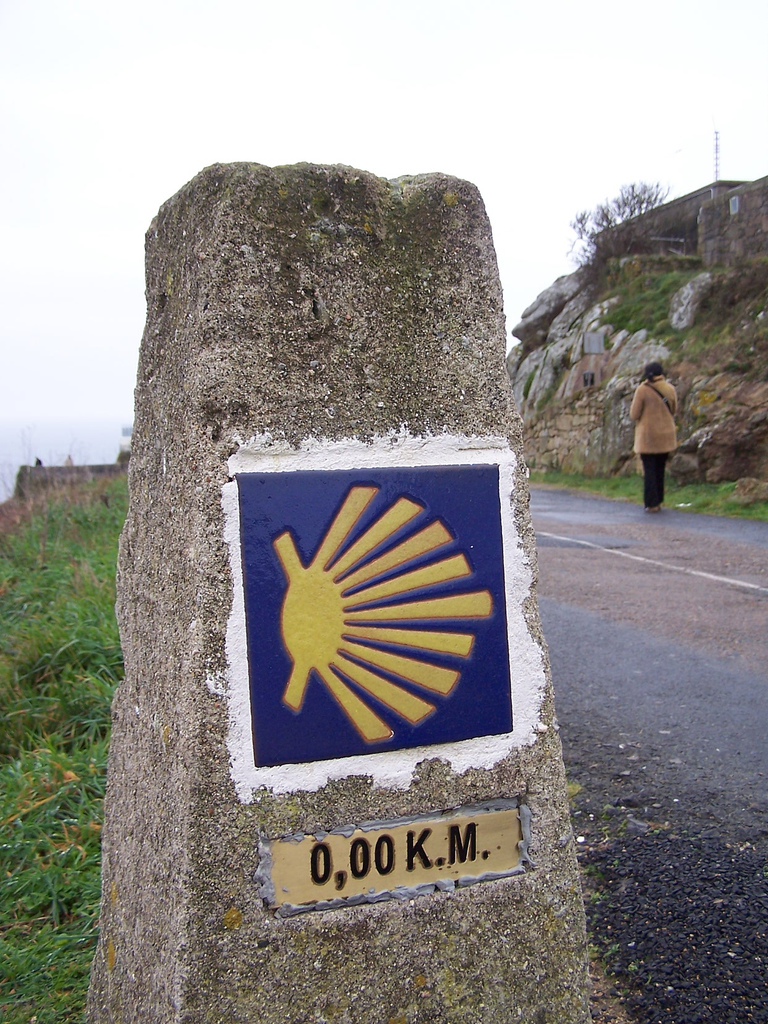
Cíl poutě na mysu Fisterra
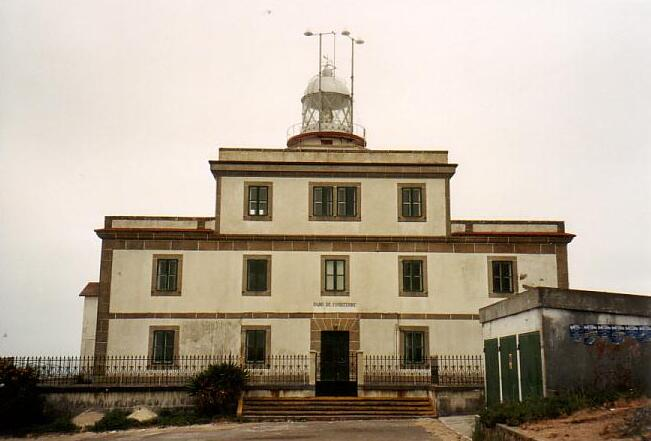
Faro de Fisterra

## Pláže
Západní pobřeží poloostrova Fisterra nabízí oceánské přírodní pláže. Varovné tabule však upozorňují na jejich nebezpečí.